# Lhář!
Lhář! (anglicky „Liar!“) je vědeckofantastická povídka spisovatele Isaaca Asimova, která vyšla v květnu 1941 v časopise Johna W. Campbella Astounding Science Fiction. Byla následně zařazena do sbírek I, Robot (1950) a The Complete Robot (1982). Česky vyšla ve sbírkách Já, robot (Triton, 2004) a Robohistorie II. (Triton, 2004).
Autor se v některých svých dílech zmiňuje, že poprvé použil termín „robotika“ v povídce „Hra na honěnou“ , ale podle slovníku Oxford English Dictionary se tento termín objevil poprvé v Asimovově povídce „Lhář!“, která vyšla v květnu 1941 (tedy dříve než „Hra na honěnou“). Poprvé se zde objevuje postava dr. Susan Calvinové.

## Historie povídky
„Lhář!“ je teprve třetí autorovou povídkou o robotech s pozitronickým mozkem. Tou první byla povídka „Robbie“, kterou vytiskl Frederik Pohl v časopise Super Science Stories v září 1940. Následovala povídka „Rozum“, kterou přijal John Wood Campbell 22. listopadu 1940 a která vyšla v jeho časopisu Astounding Science Fiction v dubnu 1941. Asimov byl nadšen přijetím svých prvních literárních textů o robotech a rychle napsal další povídku „Lhář!“, kterou Campbell otiskl hned v příštím květnovém čísle roku 1941.

## Postavy
- Susan Calvinová - robopsycholožka firmy na výrobu robotů Americká korporace robotů a mechanických lidí (AKRaML, anglicky US Robots and Mechanical Men)
- Alfred Lanning - ředitel výzkumu v AKRaML
- Peter Bogert - hlavní matematik AKRaML
- Milton Ashe - nejmladší člen vedení AKRaML
- Obermann - zaměstnanec AKRaML
- RB-34 „Herbie“ - robot s telepatickou schopností

## Děj
Vedení společnosti zabývající se výrobou robotů (Americká korporace robotů a mechanických lidí, anglicky US Robots and Mechanical Men) řeší na poradě anomálii. Z výrobní linky sjel robot RB-34 pojmenovaný „Herbie“, jehož pozitronický mozek dokáže číst myšlenky. Není však jasné, jak k této schopnosti přišel. Pokud by se to podařilo zjistit, byl by to průlomový moment v robotice. Věc je zatím držena v tajnosti, o situaci ví pouze ředitel Alfred Lanning, hlavní matematik Peter Bogert, Milton Ashe a robopsycholožka dr. Susan Calvinová. Ředitel rozdělí úkoly, Ashe si vezme na starosti operace na montážní lince, dr. Calvinová bude zatím zkoumat telepatického robota a on s Bogertem bude pátrání koordinovat.
Susan Calvinová hovoří s Herbiem. Ten má zájem o milostné romány, z nichž se dozví mnoho o lidských emocích. Je to pro něj zajímavé téma. Sám ví, že Calvinová se zamilovala do mladšího kolegy Miltona Ashe a řekne jí, že Ashe cítí totéž k ní. To je pro Susan velká vzpruha a začne více dbát o svůj zevnějšek, což neunikne pozornosti kolegů. Jenže Milton Ashe o ni nemá zájem, Herbie Calvinové lhal, protože první zákon robotiky mu velí neubližovat lidské bytosti (kdyby jí řekl pravdu, ranilo by ji to). Obdobně se RB-34 chová i k ostatním, čímž vytváří spletitou pavučinu lží, která se záhy protrhne. Dr. Calvinová se od Miltona Ashe dozví, že se má ženit. Rychle pochopí, jak se věci mají. Herbie způsobil svým lhaním vážné rozkoly ve skupince lidí. Při závěrečné konfrontaci na něj dr. Calvinová tvrdě tlačí, aby mluvil pravdu a nakonec mu logickým paradoxem navodí dilema, které nevratně poškodí robotův mozek. Tajemství vzniku telepatie u robota zůstalo nerozřešeno.